# Seuneubok Teungoh (Kd II)
Seuneubok Teungoh (Kd II) is een bestuurslaag in het regentschap Aceh Timur van de provincie Atjeh, Indonesië. Seuneubok Teungoh (Kd II) telt 352 inwoners (volkstelling 2010).